# Вотрен

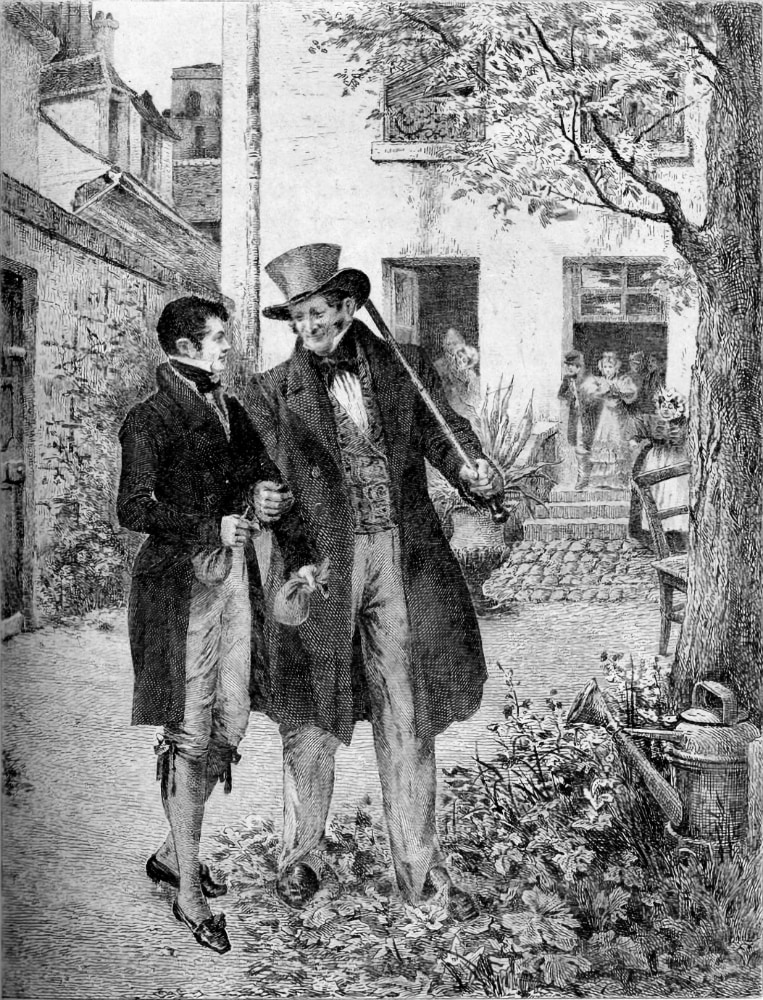
Вотрен (праворуч), ілюстрація з книги, опублікованої в 1897 році

Вотрен — персонаж циклу романів Бальзака «Людська комедія» (La Comédie humaine).

## Історичне тло
Вотрен — один із найважливіших персонажів циклу романів Бальзака «Людська комедія», написаних між 1829 і 1850 роками. На створення свого персонажа автора надихнуло життя відомого на той час злочинця Ежена Франсуа Відока (1775—1857). Відок, як і Вотрен у романі «Розкоші і злидні куртизанок» (Splendeurs et misères des courtisanes) 1847 року, стає начальником паризької поліції безпеки після своєї кар'єри злочинця.

## Історія
Вотрен, справжнє ім'я якого Жак Коллен, вперше з'являється у повісті « Батько Горіо». Твір починається в 1819 році, Жак Коллен — втікач-каторжник, який живе в будинку Воке під прізвищем Вотрен. Оскільки він допоміг другу вийти з скрутного становища і взяв на себе провину, його засудили до тюремного ув'язнення. Він дуже цікавиться своїм сусідом по кімнаті Еженом Растіньяком, молодим амбітним чоловіком, який хоче стати багатим і впливовим. Вотрена викриває та заарештовує поліція, після чого його доправляють назад до в'язниці Рошфор.
Вотрен знову з'являється в романі «Втрачені ілюзії». ПІсля подій з минулого твору минув деякий час, і він з'являється переодягнений у іспанського абата Карлоса Ерреру. Він зустрічає Люсьєна де Рюбампре, талановитого, але пригніченого поета, якого рятує від самогубства.
«Розкоші і злидні куртизанок», останній роман умовної «Трилогії Вотрена», розповідає про сходження Люсьєна де Рюбампре до паризької аристократії. Гроші Еррери та його тіньові справи допомагають юнакові досягти успіху. Зрештою порушення Вотреном закону шкодять йому. Обох заарештовують, і Люсьєн вішається у в'язниці.
Смерть Люсьєна призводить Вотрена до внутрішньої зміни; він переходить на інший бік життя і стає поліцейським.

## Характер
Курціус називає Вотрена «злочинцем великого стилю, який йде своїм небезпечним шляхом при повному усвідомленні своїх дій, […] його підтримує почуття переваги людини, яка дослідила земні умови та усвідомила, що існує лише два можливі вибори: або тупа покора, або бунт». Він повстає проти «суспільства», з яким бореться нечесними способами, щоб утвердити себе та свої претензії на владу.
Вотрен високий і домінантний чоловік із сильною мужньою харизмою, знайомий з різними видами хитрощів та майстерно володіє всіма техніками маніпуляції, але також може діяти, виходячи з почуттів щедрості й великодушності. Він загадкова та яскрава особистість. Оскільки він сам залишається виключеним із суспільства, то намагається здобути владу та вплив через молодих та амбітних чоловіків, таких як Растіньяк та Люсьєн де Рюбампре.
Чи ґрунтуються стосунки між Вотреном та його молодими протеже на чистій дружбі, чи мають гомоеротичний відтінок, це питання залишається відкритим.